# Robert Gossett
Robert Gossett, né le 3 mars 1954 dans le quartier du Bronx à New York, est un acteur américain. Il est surtout connu pour tenir l'un des rôles principaux des séries télévisées The Closer : L.A. enquêtes prioritaires et Major Crimes.

## Vie privée
Il est le neveu de Louis Gossett Jr..
Épouse : Michele Gossett

## Filmographie sélective
- 1990 : Code Quantum (saison 2, épisode 18) : Charles Griffin
- 1992 : Batman : Le Défi : le présentateur télé
- 1992-1993 : Les Dessous de Palm Beach, 15 épisodes : Lieutenant Hudson
- 1995 : Traque sur Internet : Ben Philips
- 1995 : White Man : John
- 1997 : Beverly Hills 90210, 4 épisodes : Inspecteur Woods
- 1998 : Charmed (S 1 E 14/22 – L'ange gardien) : M. Franklin
- 1999 : Arlington Road : agent du FBI Whit Carver
- 2000-2001 : Dark Angel, 4 épisodes : James McGinnis
- 2001 : Passions, 19 épisodes : Woody Stumper
- 2005 : Bones (saison 1, épisode 6) : M. Taylor
- 2008 : Urgences (saison 14, épisodes 11 et 12) : Dr Everett Daniels
- 2005-2011 : The Closer : L.A. enquêtes prioritaires, 103 épisodes : Capitaine puis Commandant Taylor
- 2012 - 2017: Major Crimes : Chef Assistant aux Opérations Russell Taylor